# Edificio Carlos Pellegrini
El Edificio Carlos Pellegrini (también conocido como Torre Unión Industrial Argentina) es un edificio de oficinas de estilo moderno que forma parte del conjunto Catalinas Norte, en el barrio de Retiro, en Buenos Aires, Argentina.

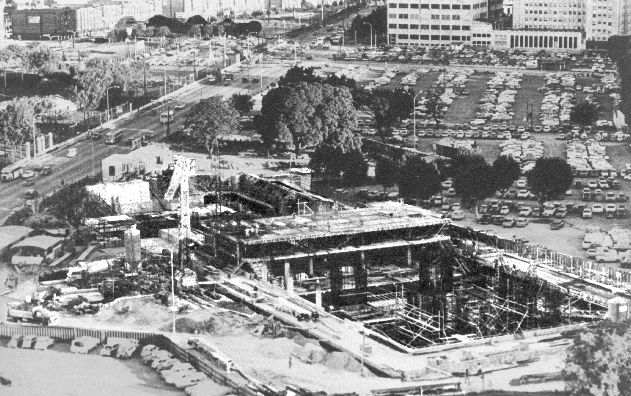
Vista de la construcción

El proyecto pertenece al fructífero estudio de arquitectos de Flora Manteola, Ignacio Petchersky, Javier Sánchez Gómez, Josefa Santos, Justo Solsona y Rafael Viñoly (hoy en día M|SG|S|S|S) y fue proyectado en 1968 para alojar a la Unión Industrial Argentina, organización patronal que alojó hasta el año 2001.

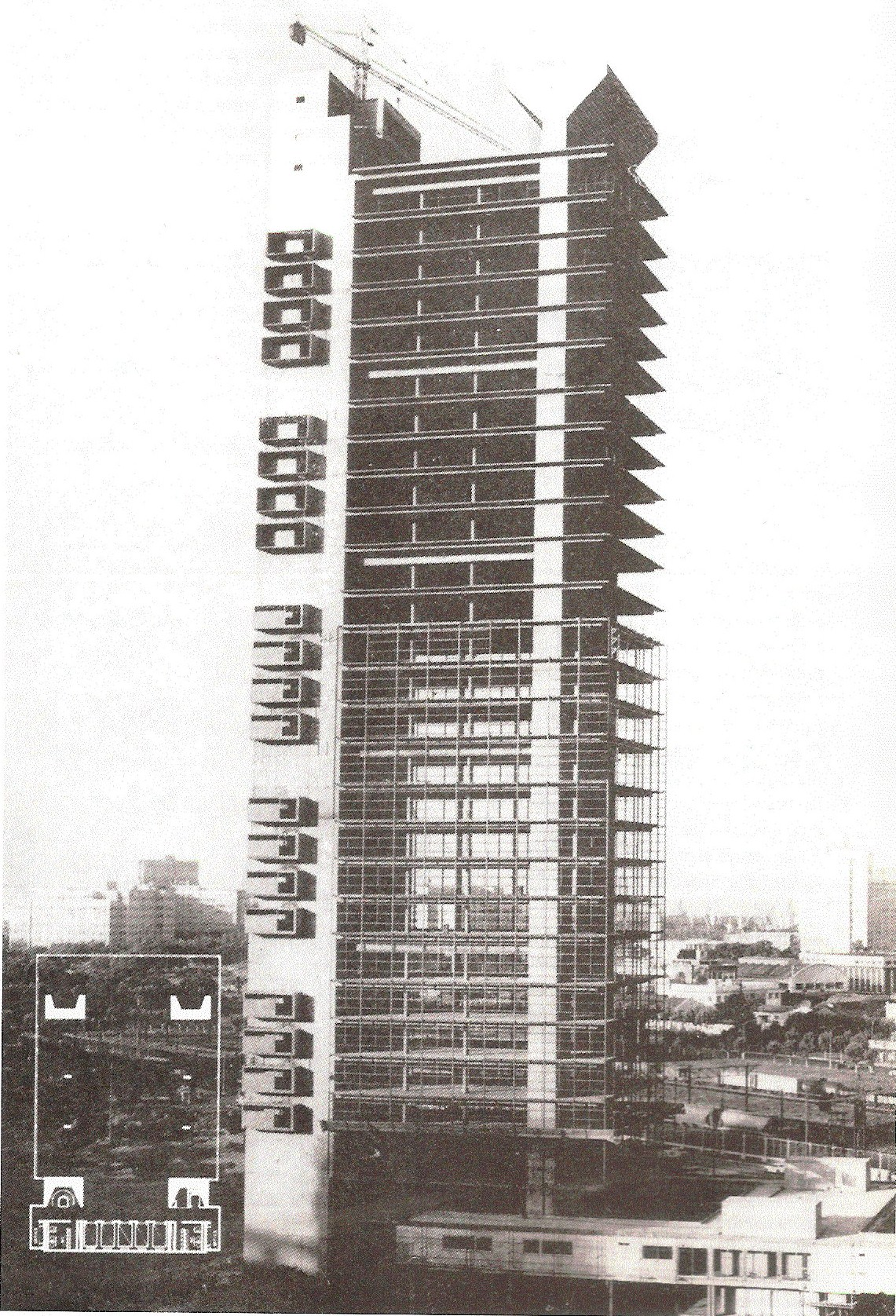
Estructura en construcción (ca. 1972)

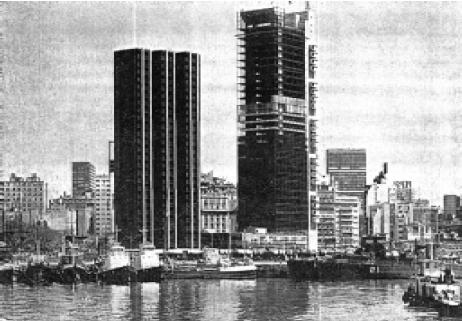
Junto a Conurban, noviembre de 1973

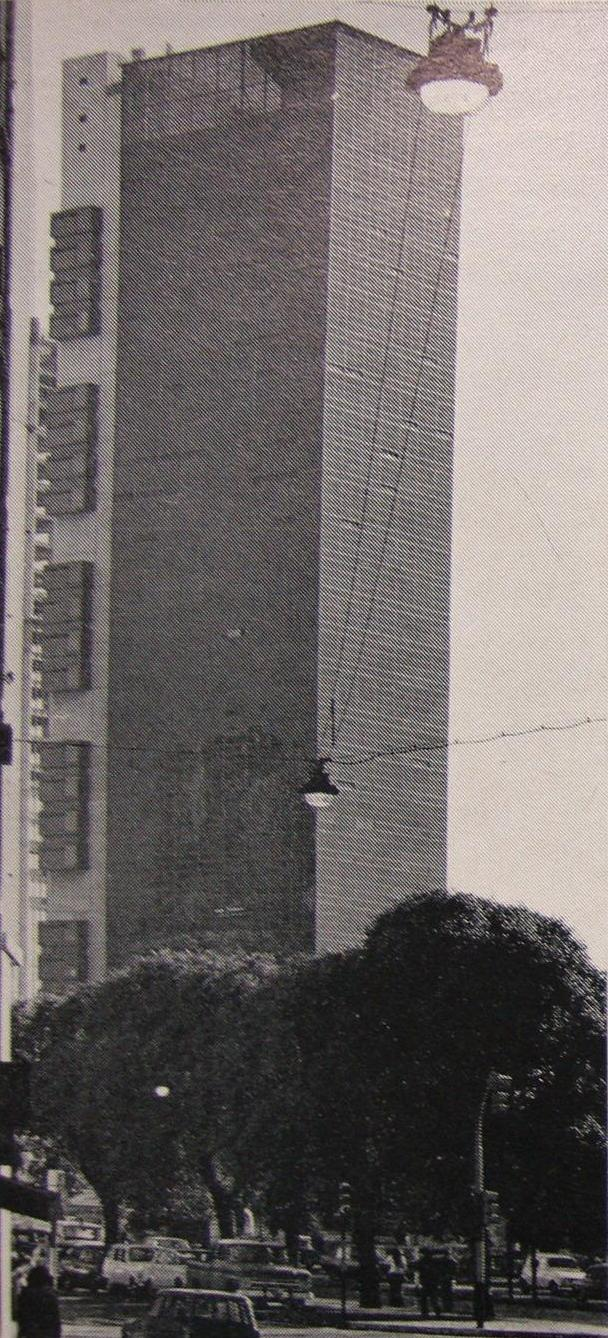
La torre en 1975, con su aspecto original

La torre posee 31 pisos, un helipuerto, un jardín colgante y una sala de máquinas. Como estaba reglamentado en el proyecto urbano de Catalinas Norte, posee un basamento estructurado como un anillo que envuelve a la torre, y aloja una sucursal del Banco Ciudad de Buenos Aires. La torre fue organizada con su núcleo de circulaciones verticales recostado sobre una de sus caras, dejando las otras tres revestidas en vidrio. Así, sobre la cara oeste se ubican los ascensores, dentro de una estructura de hormigón con tres tiras verticales, que permiten vistas del exterior desde los mismos. Como la torre de los ascensores posee un peso distinto al de las plantas de oficinas, se conectó ambas partes mediante una junta elástica que permite movimientos de hasta cuatro centímetros de margen. En el subsuelo se construyó el auditorio, en la planta alta del basamento un salón de reuniones y un restaurante, y en el segundo nivel del basamento, un espacio para exposiciones. En los últimos pisos, se instalaron las oficinas y el Directorio de la Unión Industrial Argentina.
Comenta el arquitecto Pancho Liernur sobre el proyecto de M/P/SG/S/S/V:

Los dibujos ganadores del proyecto sorprendieron por su inusitada imagen. El esfuerzo no estaba puesto en la volumetría ni en la concepción estructural (...). Lo que dejaba estupefactos a quienes contemplaban esas representaciones era que en una torre se oficinas se había logrado espacio interior, vale decir que a partir de cierta altura los planos horizontales se vaciaban creando una suerte de gigantesco hueco en el que cabían volúmenes de servicio, terrazas y jardines suspendidos. Por añadidura, semejante tour de force no sólo se colocaba en el remate del edificios sino que se exhibía, transparente, como un enorme escaparate a las visiones de todo el entorno.

Sin embargo, el proyecto original se vio modificado por diversos inconvenientes relacionados con los materiales de la obra, causados por la imposibilidad de importar materiales, por tratarse el cliente precisamente de la UIA, entidad que concentra históricamente a las firmas industriales nacionales. La torre, con tres de sus cuatro caras compuestas de un muro cortina de vidrio transparente —para crear interrelación entre el interior y el exterior— tuvo que adaptarse al material disponible de producción nacional, limitado a vidrios opacos de color grisáceo, y de dimensiones menores a las planificadas por los arquitectos. También fue necesario cambiar los perfiles que sostenían a los vidrios por dentro, de aluminio en el proyecto original, por unos de chapa doblada.
Hacia 2001, con una reforma posterior al abandono de la torre por parte de la UIA, se cambiaron las estructuras de sostén por unas de aluminio extruido, más cercano al plan original que el material disponible cuando se había construido. También los vidrios fueron colocados con silicona estructural. Por último, se adosó una escalera de emergencias en una estructura externa de volumen cilíndrico y cambió notablemente su aspecto.